# Condado de Lamar (Alabama)
O Condado de Lamar (antigamente Condado de Jones e Condado de Sanford) é um dos 67 condados do estado norte-americano do Alabama. De acordo com o censo de 2022, sua população é de 13.705 habitantes. A sede do condado é Vernon, e a sua maior cidade é Sulligent. Lamar é um dry county. O condado foi fundado em 1877 e o seu nome é uma homenagem a Lucius Quintus Cincinnatus Lamar (1825-1893), jurista, membro do Senado dos Estados Unidos pelo Mississippi, Secretário do Interior dos Estados Unidos na administração de Grover Cleveland e Juiz Associado do Supremo Tribunal dos Estados Unidos.

## História
O condado de Jones foi estabelecido em 4 de fevereiro de 1867, a partir de terras tomadas do sudeste do condado de Marion e da porção ocidental do condado de Fayette. Foi nomeado por E. P. Jones, do condado de Fayette, com a sede do condado em Vernon. Este condado foi abolido em 13 de novembro de 1867. Em 8 de outubro de 1868, a região foi novamente organizada em um condado; porém, como o condado de Covington fora renomeado para Jones no mesmo ano (mudança esta que perdurou por somente alguns meses), o novo condado foi nomeado Sanford, em honra a H.C. Sanford do condado de Cherokee. Em 8 de fevereiro de 1877, o condado foi renomeado Lamar em honra ao congressista e senador do Mississippi L.Q.C. Lamar.

## Geografia
De acordo com o censo, sua área total é de 1570 km², destes sendo 1566 km² de terra e  4 km² de água.

### Condados adjacentes
- Condado de Marion, norte
- Condado de Fayette, leste
- Condado de Pickens, sul
- Condado de Lowndes (Mississippi), sudoeste
- Condado de Monroe (Mississippi), oeste

### Rios
- Luxapallila Creek

## Transportes

### Principais rodovias
- U.S. Highway 278
- State Route 17
- State Route 18
- State Route 19
- State Route 96

### Ferrovias
- BNSF Railway
- Luxapalila Valley Railroad

## Demografia
De acordo com o censo de 2022:
- População total: 13.705
- Densidade: 8,5 hab/km²
- Residências: 7.133
- Famílias: 5.351
- Composição da população:
  - Brancos: 87,4%
  - Negros: 10,3%
  - Nativos americanos e do Alaska: 0,4%
  - Asiáticos: 0,1%
  - Duas ou mais raças: 1,7%
  - Hispânicos ou latinos: 2,1%

## Comunidades

### Cidades
- Sulligent
- Vernon (sede)

### Vilas
- Beaverton
- Detroit
- Kennedy
- Millport

### Comunidades não-incorporadas
- Fernbank
- Henson Springs
- Hightogy
- Kingville
- Moscow